# 日輪寺 (福島県会津美里町)
日輪寺（にちりんじ）は福島県大沼郡会津美里町にある真言宗豊山派の寺院。山号は日当山。

## 歴史
創建年代は不明。かつては集落からも離れた平地にあったが、寛政2年（1790年）に現在の場所に移された。関山宿は会津西街道の要所で、戊辰戦争では激戦地となったが堂宇は戦災を免れて現在に至る。
会津三十三観音の24番札所・関山観音（せきやまかんのん）として信仰を集めるが、安置されている十一面観音は毎年8月9日にだけ開帳される秘仏となっており、またかつては上小松村の護仏であったという。